# Amours, Délices et Orgues
Pour plus de détails, voir Fiche technique et Distribution.
Amours, Délices et Orgues est un film français réalisé par André Berthomieu sorti en 1946.
Les mots du titre sont tirés d'une règle de français : ce sont les trois mots de la langue française qui, bien que toujours masculins au singulier, peuvent êtres féminins au pluriel : un bel orgue, les grandes orgues. Ils peuvent aussi faire référence aux trois péniches "Amour", "Délices" et "Orgues" que le couturier Paul Poiret présenta en 1925 pour l'exposition des Arts décoratifs.

## Synopsis
Une petite ville de province, son château, son collège et ses personnages burlesques ou gracieux qui défilent. Le principal du collège, d'un naturel aimable, aime le jazz et le théâtre qu'il inculque à ses élèves. Un jeune pion amoureux surnommé Pivoine pour sa timidité et une jeune fille charmante objet de son amour. Un surveillant général à cheval sur le règlement. La délicieuse fille du châtelain et son aristocratique soupirant.

## Fiche technique
- Titre : Amours, Délices et Orgues
- Autre titre : Collège swing
- Réalisation : André Berthomieu
- Scénario : Julien Duvivier (La vénus du collège)
- Adaptation : André Berthomieu, Maurice Barry, Dominique Nohain
- Dialogues : Paul Vandenberghe
- Assistant réalisateur : Raymond Bailly
- Photographie : Jean Bachelet
- Son : Paul Boistelle
- Décors : Robert Gys, assisté de Jacques Chalvet et Foucher
- Montage : Henri Taverna, assisté de D. Hautecoeur
- Musique : Paul Misraki
- Compositeur : André J.Hornez, (Éditions Impéria)
- Chansons : Pouce, je n'joue plus, Amours, délices et orgues, Encore un petit sourire
- Script-girl : S. Bunodière
- Cadreur : Pierre Lebon, assisté de Citovitch et Martin
- Photographe de plateau : Gaston Thonnart
- Maquillage : René Daudin
- Robes de Jacques Costet
- Régisseur général : Georges Charlot
- Régisseur de plateau : André Rameau
- Régisseur extérieur : Louis Seuret
- Accessoiristes : Dosmon et Morel
- Production : Les Productions du Cygne
- Directeur de production : François Carron
- Distribution : La société Sirius-Films
- Tournage dans les studios de Neuilly
- Titrage : Laboratoire Eclair - Système sonore Mélodium - Licence Tobis-Klang-Film
- Format : Noir et blanc — 35 mm — 1,37:1 — Son : Mono
- Genre : Comédie musicale
- Durée : 97 minutes
- Dates de sortie : 
  - France : 25 juin 1946
- Visa d'exploitation : 4656[1]

## Distribution
- Jean Desailly : Jean Pelletier dit : Pivoine le pion du collège
- Gisèle Pascal : Micheline, la demoiselle de compagnie
- Catherine Erard : Yolande de Cœur Joly
- Charles Deschamps : le comte de Cœur Joly
- Gérard Nery : Pierre de Baucour
- Alice Tissot : la tante Ursule
- Jacques Louvigny : Pacoulin, le principal du collège
- Henri Crémieux : Mathieu, le surveillant général
- Dominique Nohain : Étienne
- Bernard La Jarrige : Martin
- Robert Rollis : Robinot
- Paul Faivre : Saturnin, le concierge
- Jean Berton : Gouttenoire, un surveillant
- Harry Max : le chef d'orchestre de l'harmonie
- Jean Sylvère : un professeur
- Tony Proteau : Le jazz
- Janine Mareil : Angèle, la caissière de la brasserie
- Jacques Vetter : Bouboule

## Vidéothèque
Amours, délices et orgues, Lobster Films, 2016, DVD collection retour de flamme (bleue). Films + bonus.